# Inka Pabst
Inka Pabst (* 5. Februar 1972 in Konstanz) ist eine deutsche Schauspielerin, Sängerin und Autorin.

## Leben
Die Tochter einer Museumsangestellten und eines Requisiteurs vom Stadttheater Konstanz machte ihr Abitur 1992 am Sozialpädagogischen Gymnasium in Radolfzell. 1992 zog sie nach Paris, um am Centre de la danse du Marais Tanzunterricht zu nehmen, und lebte von Straßenmusik. Anschließend absolvierte sie eine Ausbildung an der Schule für Tanz, Gestaltung und Performance TANZWERKSTATT von Inge Mißmahl in Konstanz und war u. a. Schülerin von Günter „Baby“ Sommer und Ivan Pokorný.
1996 folgte ein Umzug nach Berlin und eine Schauspielausbildung am Europäischen Theaterinstitut. Ihr Debüt hatte sie an der Berliner Volksbühne am Rosa-Luxemburg-Platz mit der Performance One Energy unter der Regie des Amerikaners Jonathan Failla. Theaterengagements und Tourneen führten sie durch ganz Deutschland. Sie spielte in dem Stück Traumfrau Mutter unter der Regie von Ingolf Lück.
2006 war sie erstmals im Kino zu sehen, in dem preisgekrönten Film Unter dem Eis von Aelrun Goette.
Inka Pabst ist mit dem Musiker und Sänger Roger Pabst verheiratet, sie hat zwei Söhne und lebt in Berlin.

## Filmografie
- 2005: Unter dem Eis
- 2008: Die Helden aus der Nachbarschaft
- 2009: Baby frei Haus
- 2011: Am Kreuzweg
- 2011: Ein Jahr nach Morgen
- 2015: Im Zweifel
- 2019: Mit reinem Gewissen (Kurzdokumentarfilm)

## Veröffentlichungen
- Joshua, der kleine Zugvogel, Illustration: Mehrdad Zaeri, Tulipan Verlag, München 2020, ISBN 978-3-86429-462-4
- Als Oma immer kleiner wurde, Illustration: Mehrdad Zaeri, Tulipan Verlag, München 2017, ISBN 978-3-86429-357-3